# Valmy (1928)
Valmy – francuski wielki niszczyciel z okresu II wojny światowej z grupy typów 2400-tonowych, podtypu Guépard. W służbie od 1930, samozatopiony w Tulonie 27 listopada 1942.
„Valmy” należał do podtypu Guépard francuskich 2400-tonowych wielkich niszczycieli (grupy B). Zamówiono go w ramach programu z 1926 roku. Nosił numery burtowe: w latach 1930-31: 9, 1931-32: 2, 1932-34: brak, 1934-36: -3, 1936-39: 32, od 1939: X32. 

## Służba w skrócie
Po wybuchu II wojny światowej „Valmy” służył głównie na Morzu Śródziemnym, bazując w Tulonie, w składzie 3. Dywizjonu Kontrtorpedowców (z „Guépard” i „Verdun”). 30 stycznia 1940, eskortując konwój OG-16 w kanale La Manche, atakował z brytyjskim samolotem i niszczycielem HMS „Whitshed” okręt podwodny U-55, zatopiony następnie przez eskortowiec HMS „Fowey”. Po przystąpieniu Włoch do wojny, wziął udział z 10 innymi niszczycielami i 4 krążownikami w operacji ostrzelania w czerwcu 1940 włoskich portów Genui i Vado.
Po zawieszeniu broni z Niemcami pozostał pod kontrolą rządu Vichy. W 1941 wzmocniono mu lekkie uzbrojenie przeciwlotnicze, dodając podwójne działko 37 mm i 2 pojedyncze wkm-y 13,2 mm a jednocześnie zdejmując przy tym rufowy aparat torpedowy (liczba wyrzutni torped zmniejszyła się do 3). 
Podczas alianckiej inwazji na Syrię w czerwcu 1941, bazował z „Guépardem” w portach syryjskich. 9 czerwca doszło do pojedynku między nimi a brytyjskim niszczycielem HMS „Janus”, który został poważnie uszkodzony i unieruchomiony, lecz pojawienie się kolejnych niszczycieli spowodowało odwrót Francuzów do Bejrutu; uszkodzono przy tym jeszcze lekko niszczyciel HMS „Jackal”. 9 lipca wraz z „Guépardem” i „Vauquelinem” został wysłany po posiłki do Salonik, lecz po ich wykryciu przez brytyjskie samoloty 200 mil przed wybrzeżem Syrii, mając żołnierzy na pokładach, okręty zawróciły do Tulonu.
„Valmy” wraz z innymi okrętami został samozatopiony podczas niemieckiej próby zagarnięcia floty francuskiej w Tulonie 27 listopada 1942. Po przejęciu Tulonu przez Włochów, podnieśli oni „Valmy” i przemianowali na FR-24. Podczas remontu Włosi zamienili mu lekkie uzbrojenie przeciwlotnicze na 4 działka 37 mm L/54 i 4 działka 20 mm L/65, miał przy tym tylko 2 wyrzutnie torped 550 mm. Po kapitulacji Włoch, nie ukończywszy remontu, okręt został przeholowany do Genui, gdzie został zajęty przez Niemców. Nie został odbudowany, a przed wycofaniem Niemcy zatopili okręt w porcie 24 kwietnia 1945. Wrak został następnie złomowany.
Szczegółowy opis i dane - w artykule niszczyciele typu 2400-tonowego